# Hydraecia arnymai
Hydraecia arnymai är en fjärilsart som beskrevs av Dyar 1913. Hydraecia arnymai ingår i släktet Hydraecia och familjen nattflyn. Inga underarter finns listade i Catalogue of Life.